# Lutin du pin gris
Callophrys eryphon
Espèce
Le Lutin du pin gris  (Callophrys eryphon) est une espèce de lépidoptères de la famille des Lycaenidae et de la sous-famille des Theclinae, présente en Amérique du Nord.

## Dénomination
Callophrys eryphon a été décrite par Jean Baptiste Boisduval en 1852.
Synonyme : Incisalia eryphon (Boisduval, 1852)

### Noms vernaculaires
Le Lutin du pin gris se nomme en anglais Western Pine Elfin.

### Sous-espèce
Incisalia eryphon sheltonensis Chermock et Frechin, [1949]

## Description
C'est un papillon qui présente un léger dimorphisme sexuel : le dessus du mâle est marron, alors qu'il est d'une couleur marron orangé chez la femelle, les deux avec une frange entrecoupée de barres foncées.
Le revers présente aux ailes postérieures des chevrons foncés et blanchâtres.
La tête de la chenille est verte, son corps est couvert de fins poils vert avec des bandes jaunes.

### Espèces proches
Le Lutin des pins Callophrys niphon, plus rare est très semblable.

## Biologie

### Période de vol et hivernation
C'est la chrysalide qui hiverne
Il vole en une génération en mai et juin.

### Plantes hôtes
Sa plante hôte est le pin tordu latifolié Pinus contorta.

## Écologie et distribution
Callophrys eryphon est présent dans tout l'ouest de l'Amérique du Nord au nord de la Colombie-Britannique jusqu’au Maine, au sud,  jusque dans les états américains de Californie, d’Arizona et du Nouveau-Mexique.

### Biotope
Il réside dans les forêts de pin.

### Protection
Pas de statut de protection particulier.